# Cadique
Cadique ist ein Ort im Süden Guinea-Bissaus mit 1040 Einwohnern (Stand 2009). Er liegt im Nationalpark Cantanhez.

## Verwaltung
Cadique gehört zum Sektor von Bedanda in der Region Tombali, der südlichsten Region des Landes.
Der Ort setzt sich aus dem größeren Ortsteil Cadique Iala mit 718 Einwohnern und dem kleineren, vornehmlich von Nalu bewohnten Ortsteil Cadique Nalú mit 322 Einwohnern zusammen. Es sind auch andere Ortsbezeichnungen wie Cadique Maila und Cadique Betna bzw. Cadique Imbitina bekannt, in unterschiedlichen regionalen Sprachen und Schreibweisen.

## Kultur und Forschung
Bekannt ist Cadique vor allem für das Kunsthandwerk der Nalu. So befinden sich Stücke von hier u. a. im British Museum.
Auch unter Artenforschern und Naturinteressierten ist der Ort bekannt, seit in der Region untersucht wurde, unter welchen Umständen und welchem Umfang sich Schimpansen auch in menschliche Siedlungsgebiete wagen, um von ihnen zu profitieren. 2021 erschienen dazu Arbeiten.

## Persönlichkeiten
- Titina Silá (1943–1973), als Nationalheldin verehrte Widerstandskämpferin, im portugiesischen Kolonialkrieg gefallen
- Flora Gomes (* 1949), Filmemacher